# 1990년 FIFA 월드컵 결승전
1990년 FIFA 월드컵 결승전(이탈리아어: Finale del campionato mondiale di calcio 1990)은 1990년 7월 8일, 로마의 스타디오 올림피코에서 열린 서독과 아르헨티나 간의 경기로, 1990년 FIFA 월드컵의 우승팀을 가리는 경기였다. 앞서 1986년 FIFA 월드컵 결승전에서 조우한 두 팀은, 아르헨티나가 당시 3-2로 이긴 후, 이번에 서독이 안드레아스 브레메의 막판 페널티킥 골이자 유일한 골로 1-0 승리를 거두었다. 이번 결승전에서 UEFA 소속의 국가대표팀이 비유럽팀을 결승전에서 처음으로 이겼다.

## 결승까지의 경기
| 팀           | 전 | 승 | 무 | 패 | 득 | 실 | 차 | 점 |
| ------------ | -- | -- | -- | -- | -- | -- | -- | -- |
| 서독         | 3  | 2  | 1  | 0  | 10 | 3  | +7 | 5  |
| 유고슬라비아 | 3  | 2  | 0  | 1  | 6  | 5  | +1 | 4  |
| 콜롬비아     | 3  | 1  | 1  | 1  | 3  | 2  | +1 | 3  |
| 아랍에미리트 | 3  | 0  | 0  | 3  | 2  | 11 | −9 | 0  |

| 팀         | 전 | 승 | 무 | 패 | 득 | 실 | 차 | 점 |
| ---------- | -- | -- | -- | -- | -- | -- | -- | -- |
| 카메룬     | 3  | 2  | 0  | 1  | 3  | 5  | −2 | 4  |
| 루마니아   | 3  | 1  | 1  | 1  | 4  | 3  | +1 | 3  |
| 아르헨티나 | 3  | 1  | 1  | 1  | 3  | 2  | +1 | 3  |
| 소련       | 3  | 1  | 0  | 2  | 4  | 4  | 0  | 2  |

## 경기 요약
월드컵 결승전 역사상 최초로 2명이 퇴장당한 경기로 알려져 있는 성질 나쁜 경기로 평가된다. 페드로 몬손은 위어겐 클린스만의 다리에 거친 태클로 바로 퇴장당하면서, 14번의 월드컵 결승전에서 처음으로 퇴장 당한 선수가 되었다. FIFA는 몬손이 태클할 때 다리를 올린 것에 대해 규율을 준수할 것을 경고하였다. 이미 경고를 받았던 구스타보 데소티는 위어겐 콜러를 넘어뜨리며 두번째 경고를 받았는데, 뉴욕 타임스에서는 "프로레슬링에서나 볼 법한 거친 태클"이라고 묘사하였다. 아르헨티나는 4명의 선수가 출장 정지 징계가 내려진 채 경기에 임하였고, 경기 후에는 9명의 선수만이 필드에 남아 있었고, 최종적으로는 스쿼드 절반을 부상이나 경고 누적으로 잃었다.
가장 적은 득점이 기록된 결승전이기도 하며, 아르헨티나는 월드컵 결승전에서 무득점을 기록한 최초의 팀으로 기록되었으며, 16번의 득점 기회를 잡은 서독과 대조되게, 아르헨티나는 단 한번의 유효 슈팅만을 기록하였다. 아르헨티나는 승부차기에서 2차례 승리를 거두어 다음 라운드 진출을 달성함에 따라, 주요 전략은 승부차기에서 승리하는 것이라는 의견이 있었다. 이 경기의 유일한 골은 85분에 터졌는데, 멕시코인 주심은 로베르토 센시니가 루디 푈러에게 반칙을 한 것에 대해 에드가르도 코데살은 서독에게 논란의 페널티킥을 선언하였고, 안드레아스 브레메가 스폿킥을 오른발로 골키퍼 오른쪽 하단 방향 슈팅을 날리며 성공시켰다.
이 경기에서의 승리로 서독은 3번째 월드컵을 차지하였고, 그에 따라 서독은 당시 월드컵 최다 결승전 진출이라는 기록을 세웠고, (3회 우승, 3회 준우승) 아르헨티나에 당한 전 대회 결승전의 설욕을 하였다.

## 경기 상세 정보
| 서독                  | 1 – 0  | 아르헨티나 |
| --------------------- | ------ | ---------- |
| 브레메 85′ (페널티골) | 리포트 |            |

| 서독 | 아르헨티나 |

| GK              | 1  | 보도 일그너         |     |     |
| SW              | 5  | 클라우스 아우겐탈러 |     |     |
| CB              | 6  | 구이도 부흐발트     |     |     |
| CB              | 4  | 위어겐 콜러         |     |     |
| RWB             | 14 | 토마스 베어톨트     |     | 73′ |
| LWB             | 3  | 안드레아스 브레메   |     |     |
| DM              | 10 | 로타어 마테우스 (C) |     |     |
| CM              | 8  | 토마스 헤슬러       |     |     |
| CM              | 7  | 피에르 리트바어스키 |     |     |
| CF              | 9  | 루디 푈러           | 52′ |     |
| CF              | 18 | 위어겐 클린스만     |     |     |
| 교체 선수:      |    |                     |     |     |
| GK              | 12 | 라이몬트 아우만     |     |     |
| DF              | 2  | 슈테판 로이터       |     | 73′ |
| MF              | 15 | 우베 바인           |     |     |
| MF              | 20 | 올라프 톤           |     |     |
| FW              | 13 | 칼-하인츠 리들레    |     |     |
| 감독:           |    |                     |     |     |
| 프란츠 베켄바워 |    |                     |     |     |

| GK                | 12 | 세르히오 고이코체아 |        |     |
| SW                | 20 | 후안 시몬           |        |     |
| CB                | 18 | 호세 세리수엘라     |        |     |
| CB                | 19 | 오스카르 루헤리     |        | 46′ |
| RWB               | 4  | 호세 바수알도       |        |     |
| LWB               | 17 | 로베르토 센시니     |        |     |
| DM                | 13 | 네스토르 로렌소     |        |     |
| CM                | 21 | 페드로 트로글리오   | 84′    |     |
| AM                | 10 | 디에고 마라도나 (C) | 87′    |     |
| SS                | 7  | 호르헤 부르차가     |        | 53′ |
| CF                | 9  | 구스타보 데소티     | 5′ 87′ |     |
| 교체 선수:        |    |                     |        |     |
| GK                | 22 | 파비안 칸셀라리치   |        |     |
| DF                | 5  | 에드가르도 바우사   |        |     |
| DF                | 15 | 페드로 몬손         | 65′    | 46′ |
| MF                | 6  | 가브리엘 칼데론     |        | 53′ |
| FW                | 3  | 아벨 발보           |        |     |
| 감독:             |    |                     |        |     |
| 카를로스 빌라르도 |    |                     |        |     |

| 부심: 아르만도 페레스 오요스 (콜롬비아) 미하우 리스트키에비시 (폴란드) | 경기 규정: - 90분 - 필요시 연장전 30분 - 연장전 후에도 동점시 승부차기 - 5명의 교체 명단, 2명 교체 가능 |

## 같이 보기
- 아르헨티나의 FIFA 월드컵 성적
- 독일의 FIFA 월드컵 성적